# Jerry Garcia Band
Jerry Garcia Band fue una banda de música rock originaria del Área de San Francisco encabezada por el guitarrista Jerry Garcia, líder de Grateful Dead.  García fundó la banda en 1975; siendo el más importante de sus diversos proyectos paralelos hasta su muerte en 1995. Durante los veinte años de existencia, la banda realizó giras y grabaciones de forma esporádica, no siempre coincidiendo con la trayectoria de Grateful Dead.

## Historia
A lo largo de los años, la alineación de la banda sufrió numerosos cambios. El único miembro que permaneció constante, junto al propio García, fue el bajista John Kahn. El teclista  Melvin Seals fue otro de los miembros más constantes, formando parte de la banda, permanentemente desde 1980. Seals continuó con la banda tras la muerte de García, bajo el nombre de JGB.
Los intereses musicales de Jerry García fueron muy variados y esto se vio reflejado en los diversos géneros y estilos que interpretó con su banda. Al igual que sucedió en Grateful Dead, la Jerry García Band interpretó música rock con influencias del blues, el folk, la música country, y el jazz. La banda también interpretó canciones de rhythm and blues y música reggae, así como versiones rock de temas tradicionales americanos. Hicieron también numerosas versiones de temas de Bob Dylan. Otra característica que la Jerry García Band compartió con Grateful Dead fue el uso de la improvisación, creando lo que hoy es conocido como una jam band.
En vida de García, la banda publicó únicamente dos álbumes, uno de estudio, Cats Under the Stars, y otro en directo, Jerry García Band. El resto de la discografía se publicó póstumamente.

## Discografía
- Cats Under the Stars – 1978
- Jerry Garcia Band – 1991
- How Sweet It Is – 1997
- Don't Let Go – 2001
- Shining Star – 2001
- Pure Jerry: Theatre 1839, San Francisco, July 29 & 30, 1977 – 2004
- After Midnight: Kean College, 2/28/80 – 2004
- Pure Jerry: Lunt-Fontanne, New York City, October 31, 1987 – 2004
- Pure Jerry: Lunt-Fontanne, New York City, The Best of the Rest, October 15–30, 1987 – 2004
- Pure Jerry: Merriweather Post Pavilion, September 1 & 2, 1989 – 2005
- Pure Jerry: Warner Theatre, March 18, 1978 – 2005
- Garcia Plays Dylan – 2005 (álbum recopilatorio con algunos temas interpretados por la Jerry Garcia Band)
- Pure Jerry: Coliseum, Hampton, VA, November 9, 1991 – 2006
- Pure Jerry: Bay Area 1978 – 2009
- Let It Rock: The Jerry Garcia Collection, Vol. 2 – 2009
- Garcia Live Volume One – 2013
- June 26, 1981, Warfield Theatre, San Francisco, CA – 2013
- Garcia Live Volume Two – 2013
- Fall 1989: The Long Island Sound – 2013 (Jerry Garcia Band y Bob Weir & Rob Wasserman)
- Garcia Live Volume Four – 2014
- Garcia Live Volume Five – 2014
- On Broadway: Act One – October 28th, 1987 – 2015 (Jerry Garcia Band y Jerry Garcia Acoustic Band)

## Personal
Lista de músicos que formaron parte de la Jerry García Band a lo largo de su historia.